# Římskokatolická farnost Raspenava
Římskokatolická farnost Raspenava je církevní správní jednotka sdružující římské katolíky na území města Raspenava a v jeho okolí. Organizačně spadá do libereckého vikariátu, který je jedním z 10 vikariátů litoměřické diecéze. Centrem farnosti je kostel Nanebevzetí Panny Marie v Raspenavě.

## Historie farnosti
Tzv. starobylá farnost byla založena ve středověku, datum založení však není známo. Kanonicky byla farnost obnovena v roce 1726. Od tohoto roku jsou také vedeny matriky.

### Duchovní správci vedoucí farnost

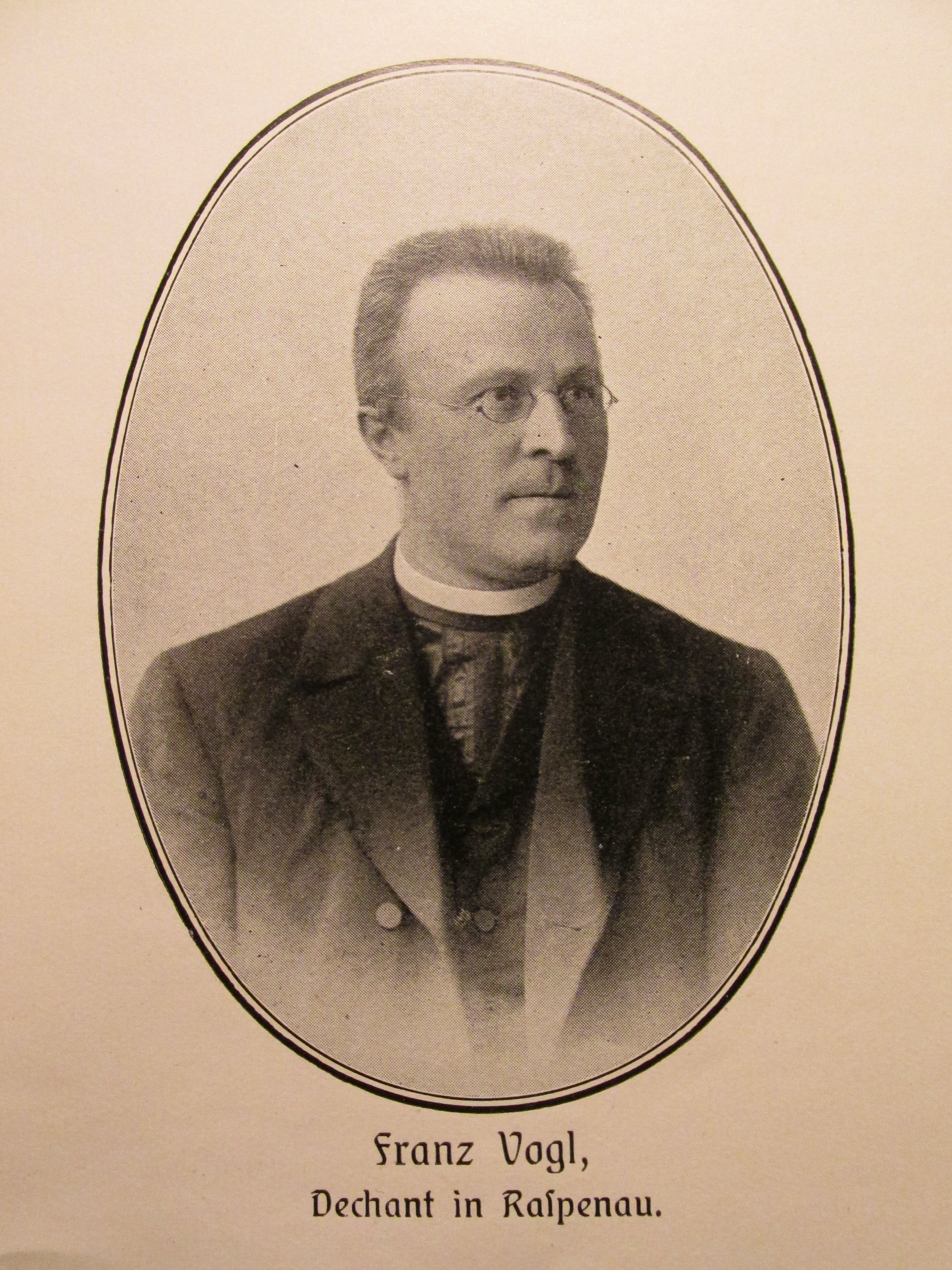
P. Franz Vogl, děkan (kol. 1920)

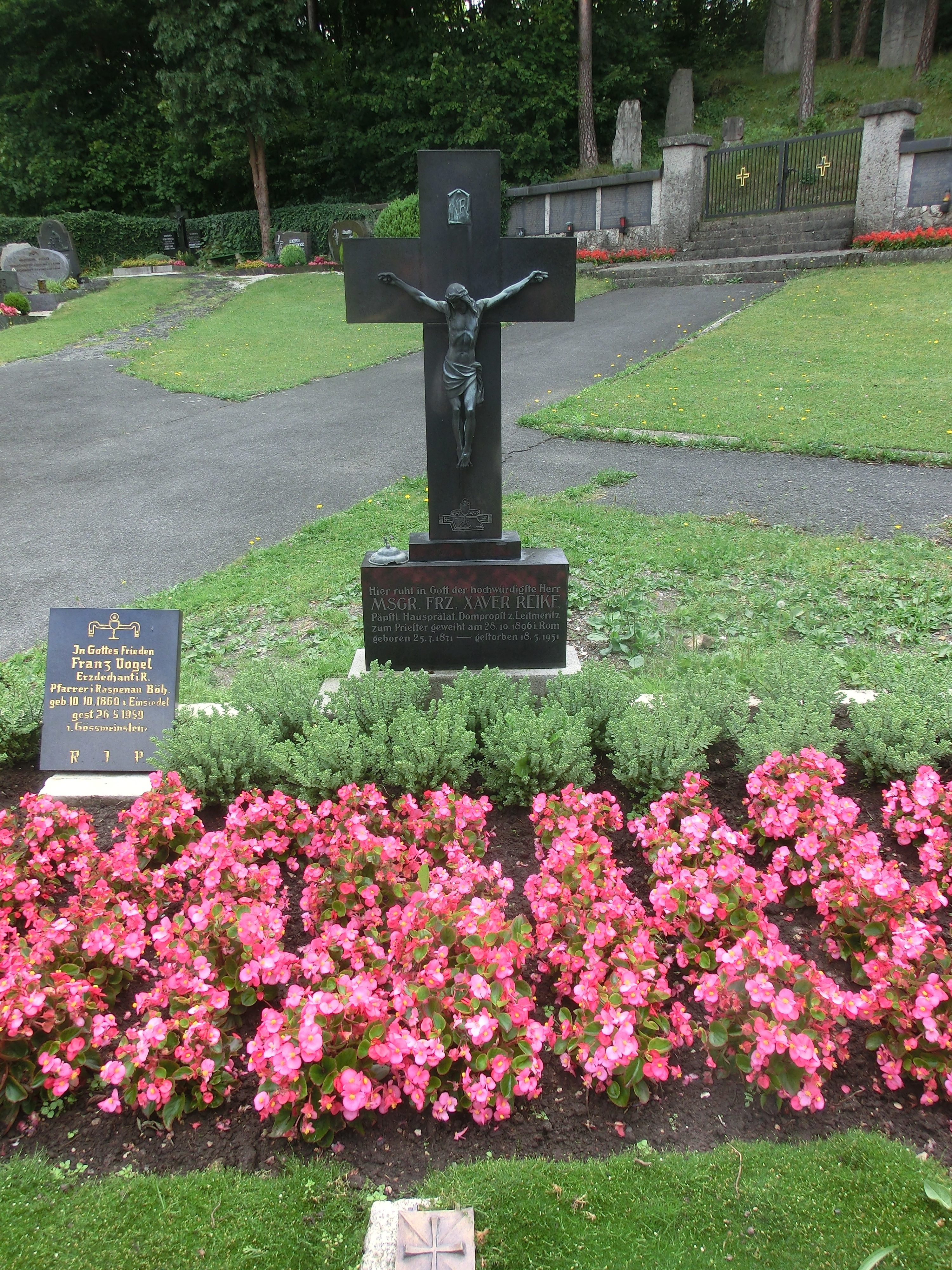
Hrob Franze Vogela, emeritního faráře z Raspenavy na hřbitově v Gößweinstein

Začátek působnosti jmenovaného v duchovní správě farnosti od roku:
- 1727   Anton Ignác Kopsch
- 1730   Ignat. Berndt
- 1741   Ioann. Pohller
- 1753   Anton. Schneider
- 1755   Ignat. Lune
- 1759   Adam. Jos. Ruffer
- 1774   Joann. Christoph. Just, † 13. 11. 1792
- 1792   par. vacat[p 2]
- 1793   Thad. Knobloch, † 17. 5. 1813
- 1813   Andreas Leubner, n. 2. 3. 1777 Reichenbergae, o. 11. 11. 1800, † 15. 4. 1829
- 1816   Franc. Peucker, n. 20. 6. 1782 Friedland, o. 9. 9. 1804, † 2. 9. 1850
- 1851   par. vacat, admin. interc. Franc. Hausmann
- 1852  Franc. Hoffmann, n. 10. 3. 1796 Reichenberg, o. 24. 8. 1820, † 6. 6. 1866
- 1867  August. Klindert, n. 27. 10. 1815 Aussig, o. 1. 8. 1839, † 1. 3. 1882
- 1877 par. vacat, admin. interc. Ferd. Tschörner
- 1878 Steph. Ressel, n. 22. 8. 1820 Rückersdorf., o. 25. 7. 1844, † 19. 11. 1885
- 1886 Josef Hoffmann, n. 17. 1. 1825 Reichenberg, o. 25. 7. 1849, † 16. 4. 1901
  - 1890-1895 Anton Öser, farní vikář; poté odešel do Liberce
- 1898 par. vacat, admin. interc. Karl Aigner
- 1899 Franz Wildner, n. 3. 1. 1838 Mildenau, o. 31. 7. 1862, † 5. 9. 1920
- 1909 par. vacat, admin. interc. Aug. Grohmann
- 1910 Franz Vogl, n. 10. 10. 1860 Einsiedel, o. 17. 5. 1885, později arciděkan, od 1946 sídlem v Gößweinstein, † 25. 5. 1959[3]
- 1936 par. vacat, admin. exc. Anast. Peer OFM
- 1. 7. 1936 Wilhelm Klassen, n. 29. 11. 1886 Althabendorf, o. 16. 7. 1911, † 11. 4. 1967
- 7. 9.  1946 Nicolaus Anton. Šus OFM
- 19. 4. 1949 Reinhold Czejarek
- 1. 3.  1951 Miroslav Brabec
- 1. 7.  1952 Augustin Šumbera
- 15. 12. 1952 Klement Ruisl
- 1. 9. 1955 Jan Fornůsek
- 1. 4.  1957 Rudolf Pfáb
- 1. 9.  1959 Jan Padrta
- 1. 8.  1962 Jindřich Krtil
- 1. 8.  1969 Karel Efrem Kovařík OFM
- 1. 7.  1982 Ladislav Vybíral
- 1. 8.  1986 Pavel Antonín Kejdana OFM
- 20. 11. 1986 Pavel Tomáš Genrt OFM
- 15. 10. 1987 Ladislav Kubíček
- 1. 7.  1988 Antonín Hladký SDB
- 1. 8.  1990 Miloš Raban
- 7. 1.  2011 Jacek Wszola
- 1. 9.  2011 Pavel Andrš[4]

Kromě kněží stojících v čele farnosti, působili ve farnosti v průběhu její historie i jiní kněží. Většinou pracovali jako farní vikáři, kaplani, katecheté, výpomocní duchovní aj.

## Území farnosti
Do farnosti náleží území obcí:
- Raspenava
- Luh
- Lužec
- Peklo

## Římskokatolické sakrální stavby na území farnosti
| | Fotografie | Stavba                               | Místo     | Bohoslužby                      | Zeměpisné souřadnice            | Status        | Číslo kulturní památky           |
| Kostel | Kostel     | Kostel                               | Kostel    | Kostel                          | Kostel                          | Kostel        | Kostel                           |
| --- | ---------- | ------------------------------------ | --------- | ------------------------------- | ------------------------------- | ------------- | -------------------------------- |
| 1. |            | Kostel Nanebevzetí Panny Marie       | Raspenava | bližší informace o bohoslužbách | 50°53′59″ s. š., 15°8′11″ v. d. | farní kostel  | 19600/5-4431 (Pk•MIS•Sez•Obr•WD) |
| Kaple |            |                                      |           |                                 |                                 |               |                                  |
| 2. |            | Kaple Panny Marie Pomocnice křesťanů | Raspenava | bližší informace o bohoslužbách | 50°53′55″ s. š., 15°8′12″ v. d. | kaple na faře | —                                |
| Některé drobné sakrální stavby a pamětihodnosti lze dohledat zde v databázi Drobné sakrální památky Zaniklé sakrální stavby lze dohledat zde v databázi Poškozené a zničené kostely, kaple a synagogy v České republice |            |                                      |           |                                 |                                 |               |                                  |

Ve farnosti se mohou nacházet i další drobné sakrální stavby, místa římskokatolického kultu a pamětihodnosti, které neobsahuje tato tabulka.
Každý první pátek v měsíci je Nikodémova noc (eucharistická adorace od 18.00 do 20.00 hodin).

## Příslušnost k farnímu obvodu
Z důvodu efektivity duchovní správy byl vytvořen farní obvod (kolatura) farnosti Hejnice, jehož součástí je i farnost Raspenava, která je tak spravována excurrendo. Přehled těchto kolatur je v tabulce farních obvodů libereckého vikariátu.